# Estádio İnönü de Beşiktaş
O Estádio İnönü de Beşiktaş (em turco, Beşiktaş İnönü Stadyumu) foi um estádio multiuso localizado na cidade de Istambul, na Turquia. Foi durante décadas o estádio onde o tradicional Beşiktaş, um dos maiores clubes do país, mandava seus jogos oficiais em competições nacionais e continentais. Sua capacidade máxima era de 32 086 espectadores.
Localizava-se próximo ao Palácio Dolmabahçe, na parte ocidental e europeia de Istambul. Foi demolido em 2013 para dar lugar ao novo e moderno Vodafone Park, atual estádio do clube com capacidade máxima de 41 903 espectadores.

## História
O estádio foi orifginalmente desenhado pelo renomado arquiteto italiano Paolo Vietti Violi em parceria com os arquitetos turcos Fazıl Aysu e Şinasi Şahingiray. Foi oficialmente inaugurado em 19 de maio de 1947 por İsmet İnönü, na época presidente da Turquia e por Lütfi Kırdar, na época governador de Istambul.
Curiosamente o primeiro golo marcado neste estádio em partida disputada entre o anfitrião Beşiktaş e o AIK Fotboll foi de Süleyman Seba, antigo jogador do Beşiktaş e presidente do clube nas décadas de 1980 e 1990. Segundo as palavras de Pelé, o estádio tinha a melhor vista de todos os estádios do mundo e definitivamente é o mais bonito da Europa.

## Curiosidades
É o único estádio do mundo onde os adeptos podem ver dois continentes, a Europa e Ásia, separados apenas pelo estreito do Bósforo. O estádio acolheu igualmente outros eventos, nomeadamente musicais. Dentre os cantores e bandas que realizaram shows no estádio estão Bryan Adams, Michael Jackson, Madonna, Bon Jovi, Guns N'Roses e Metallica.